# BIOS-3
BIOS-3 (in kyrillischer Schrift БИОС-3) war ein Versuchsprojekt eines geschlossenen Ökosystems, das vom Institut für Biophysik in Krasnojarsk – Sibirien – im Auftrag der sowjetischen Regierung betrieben wurde.

## Ziele
Zweck von BIOS-3 war die Erforschung eines abgeschlossenen Ökosystems. Die sowjetische Regierung wollte damit einen Weg finden, Menschen außerhalb der Erde für unbestimmte Zeit überleben zu lassen. Es gab zwei Vorgängerprojekte, BIOS-1 (1965) und BIOS-2 (1968).

## Durchführung
Der Bau von BIOS-3 dauerte von 1965 bis 1972. Das fertige Gebäude umfasste ein Volumen von etwa 315 Kubikmetern und war für maximal drei Personen ausgelegt. Der BIOS-3-Komplex umfasste vier große Räume: einen für die Wohnräume der Besatzung, einen Algenkultivator (der Raum, in dem Algen aus Kohlendioxid Sauerstoff erzeugen sollten) und zwei Phytotrons (Gewächshäuser, die zu Forschungszwecken gebaut wurden).
Um den Sauerstoffgehalt der Luft beizubehalten und das Kohlendioxid abzufiltern, wurden Chlorella-Algen benutzt. Um den Sauerstoff herzustellen, den ein Mensch zum Atmen braucht, wurden acht Quadratmeter an Chlorella-Algen gebraucht, wenn zusätzliche Filter installiert waren.

### Phase 1
Es gab zwei Gewächshäuser und eine Besatzung von drei Personen. Diese Gewächshäuser lieferten Weizen und Gemüse zur Versorgung der Besatzung.

### Phase 2
Eins der Gewächshäuser wurde entfernt und durch den Algenkultivator mit Chlorella-Arten ersetzt.

### Phase 3
Der Weizen wird aus dem verbleibenden Gewächshaus entfernt, so dass die Anlage nur noch Gemüse und sauerstoffhaltige Luft lieferte.
Insgesamt wurden zehn Experimente mit jeweils ein bis drei Menschen durchgeführt. Beim längsten Experiment lebten drei Personen 180 Tage in BIOS-2 von den im System wachsenden Pflanzen. Obwohl das System vom Grundsatz her funktionierte, zeigten sich negative Effekte, die auf eine Wechselwirkung zwischen Algen und den höheren Pflanzen zurückgeführt wurden. Durch diese wurden einige der als Nahrungsmittel vorgesehenen Pflanzen abgetötet.

## Vergleich zu Biosphäre 2
Im Vergleich zum 1991 in den USA realisierten, mit 204.000 Kubikmetern umbautem Raum viel größeren Projekt Biosphäre 2 waren die sowjetischen Versuche eher auf Praxistauglichkeit im Hinblick auf Weltraum-Langstreckenflüge ausgerichtet. So wurde versucht, auf möglichst kleinem Raum ein weitestgehend autarkes System zu entwickeln, während Biosphäre 2 mit seiner reichhaltigen Pflanzen- und Tierwelt in einem deutlich größeren Baukörper eher als Nachbildung einer umfassenden Umwelt gesehen werden kann.